# Флорентин фон Залм-Залм
Вилхелм Флорентин Лудвиг Карл фон Залм-Залм (на немски: Wilhelm Florentin Ludwig Karl Fürst zu Salm-Salm; * 17 март 1786, Сенонес, Лотарингия, Франция; † 2 август 1846, замък Анхолт при Иселбург) е 4. княз на Залм-Залм във Вогезите, херцог на Хогстратен и господар на водния замък Анхолт.

## Биография
Той е единственият син на 3. княз Константин фон Залм-Залм (1762 – 1828) и първата му съпруга принцеса Виктория Фелицитас фон Льовенщайн-Вертхайм-Рошфор (1769 – 1786), дъщеря на принц Теодор Александер фон Льовенщайн-Вертхайм-Рошфор (1722 – 1780) и графиня Катарина Луиза Елеонора фон Лайнинген-Даксбург-Хартенбург (1735 – 1805). Баща му се жени втори път през 1788 г. за графиня Мария Валпургис фон Щернберг-Мандершайд (1770 – 1806) и трети път през 1810 г. за Катарина Бендер (1791 – 1831).
Флорентин е полковник и адютант на вестфалския крал Жером Бонапарт. Той участва в разгромяването на безредиците в съседното Велико херцогство Берг.
След независимостта на Белгия от Нидерландия на 4 октомври 1830 г., княз Флорентин, заради роднинските му връзки, се кандидатира за крал на Белгия, но титлата е дадена на принц Леополд фон Саксония-Кобург, който става крал като Леополд I.
Флорентин фон Залм-Залм умира на 60 години на 2 август 1846 г. в замък Анхолт при Иселбург.

## Фамилия
Флорентин фон Залм-Залм се жени на 21 юли 1810 г. в замък Наполеонсхьое, Касел, за Фламиния Роси (* 21 юли 1795, Аячо, Корсика; † 20 декември 1840), дъщеря на корсиканския благородник Николо ди Роси († 1802) и италианката Анджела Мария Бачоки/Бачиокки (1758 – 1819), племенница на княз Феличе Бачоки, който е женен за Елиза Бонапарт, сестра на Наполеон. Те имат трима сина:
- Алфред Константин Александер Ангелус Мария (* 26 декември 1814, Анхолт; † 5 октомври 1886, Анхолт), 5. княз на Залм-Залм и шеф на рода, женен на 13 юни 1836 г. за принцеса Августа Аделхайд Емануела Констанца фон Крой (* 7 август 1815; † 10 март 1886); има 12 деца
- Емил Георг Максимилиан Йозеф (* 6 април 1820; † 27 юни 1858), принц, женен на 9 януари 1851 г. за Агнес фон Изинг (* 3 юли 1822; † 26 февруари 1887); има 3 деца, двама сина и дъщеря
- Феликс Константин Александер Йохан Непомук (* 25 декември 1828; † (убит) 18 август 1870), генерал в САЩ и Мексико, убит в битката при Гравлот, заедно с Флорентин фон Залм-Залм (1852 – 1870), синът на Емил; женен на 30 август 1862 г. във Вашингтон, САЩ, за Агнес Елизабет Винона Леклеря Жой (* 25 декември 1840; † 20 декември 1912), няма деца